# 氟牙症
氟牙症（dental fluorosis）又称斑釉症（enamel fluorosis），是一種牙科疾病，因牙齒發育期间暴露在过量的氟化物中，而引起牙齒牙釉質形成過程病理性改变，牙齿变成黄褐色或牙面出现白垩色或黄棕色斑纹，常伴有釉质缺损，但也可累及牙本质和牙骨质。此种疾病的牙齿称为氟斑牙或斑釉牙（mottled enamel）。
人類三個月至八歳之間暴露在氟化物中造成氟牙症的風險最高。溫和的氟牙症不容易發現，在牙釉質上會有小的白色條紋或班點。氟牙症嚴重時會在牙齒留下棕色的條紋，牙釉質會變得粗糙，難以清潔 。氟牙症留下的條紋是永久性的，而且會隨時間而變深。